# موزه نقاشی پشت شیشه
موزه نقاشی پشت شیشه، یکی از موزه‌های استان تهران است که با تمرکز و محوریت آثار نقاشی پشت شیشه تعریف شده و فعالیت می‌کند.

## تاریخچه
ساختمان موزهٔ نقاشی پشت شیشه متعلق به پزشکی به نام سیاوش شقاقی بوده است. بعدها  ساختمان آن را به شهرداری تهران واگذار می‌کنند که پس از بازسازی، در سال ۱۳۷۷ به سازمان میراث فرهنگی واگذار شد و به عنوان نخستین موزهٔ نقاشی پشت شیشهٔ ایران گشایش می‌یابد. این موزه یکبار در سال ۱۳۸۹ تعطیل گردید و اندکی بعد دوباره گشوده شد. دوباره در سال ۱۳۹۷ برای پاره ای تعمیرات تعطیل شد.
این موزه با نام تمام هنرمندان و بزرگان این رشته از گذشته تاکنون شناخته می شود.

## نشانی
تهران، خیابان سعدی شمالی، خیابان برادران شهید قائدی (هدایت)، بعد از تقاطع شهید نورمحمدی (تنکابن)، شماره ۲۷۰

## نگارخانه

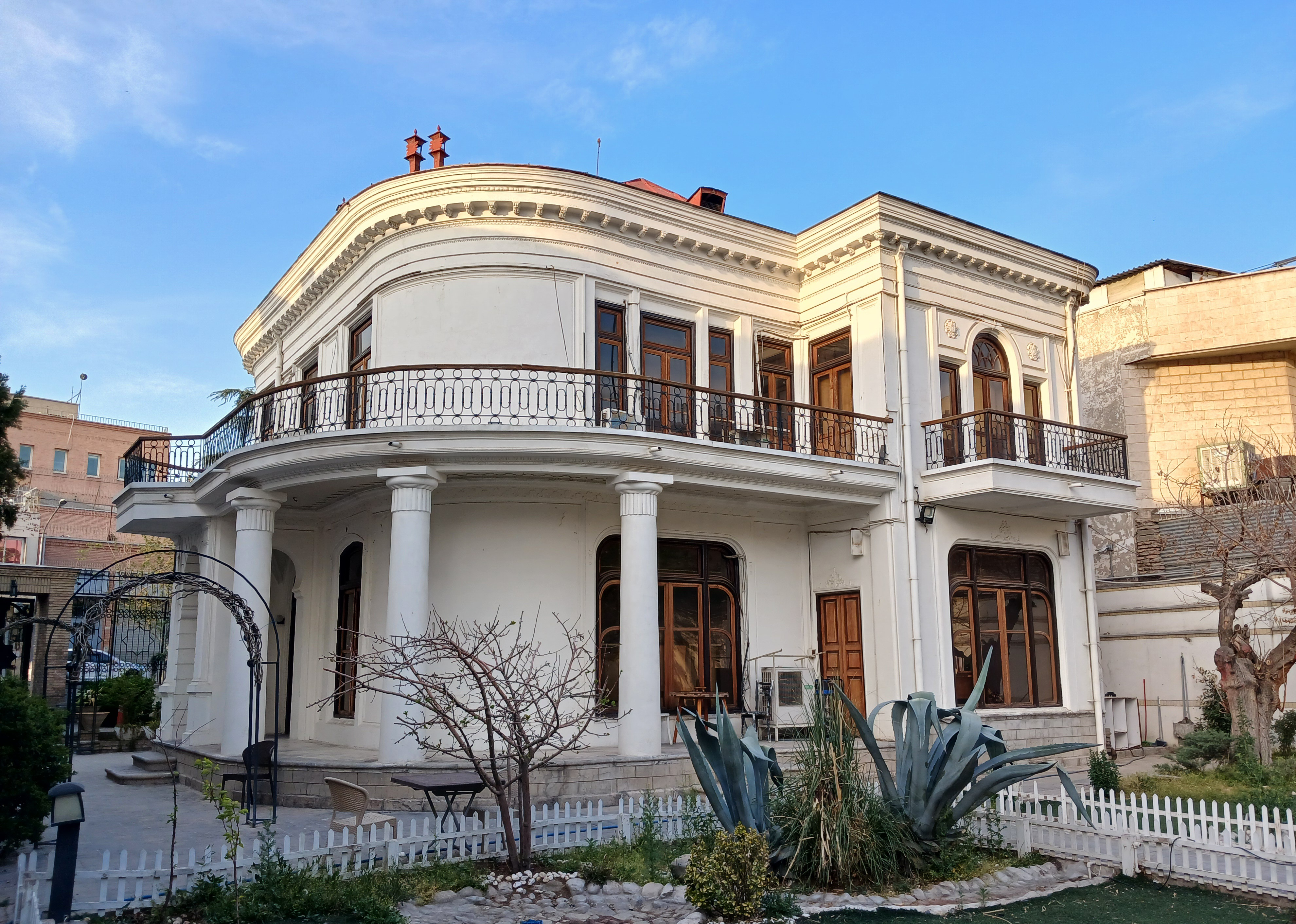
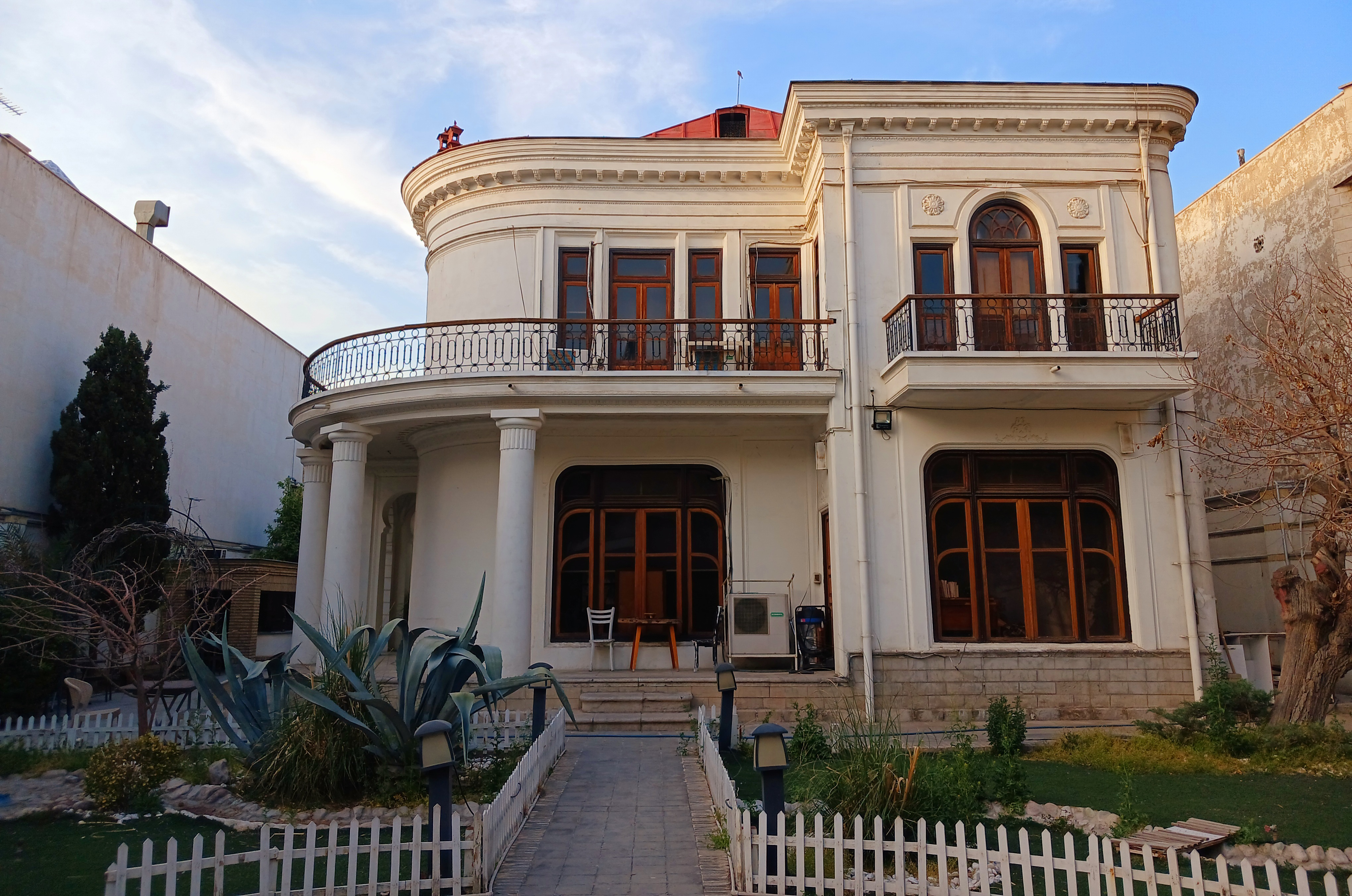
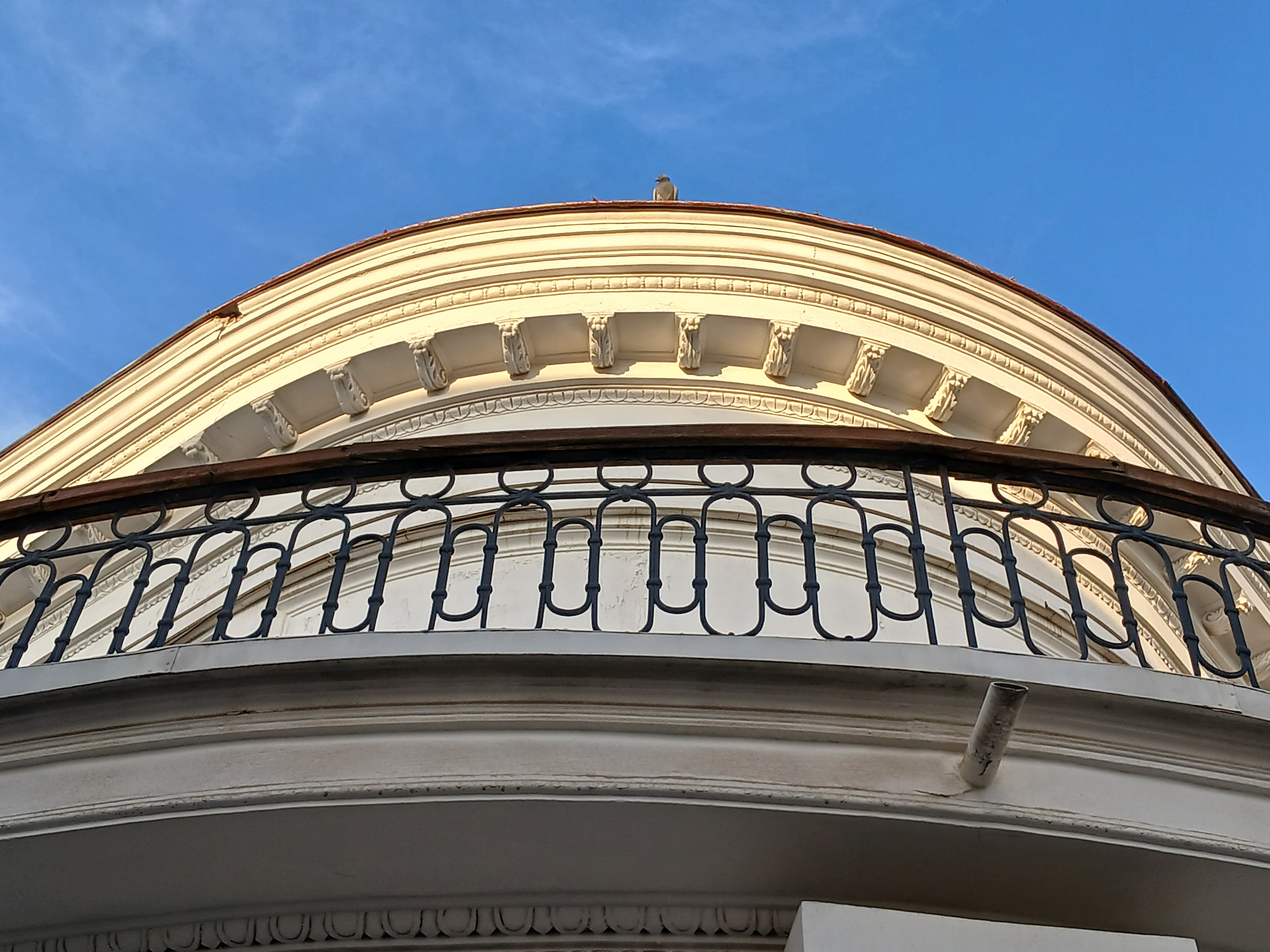
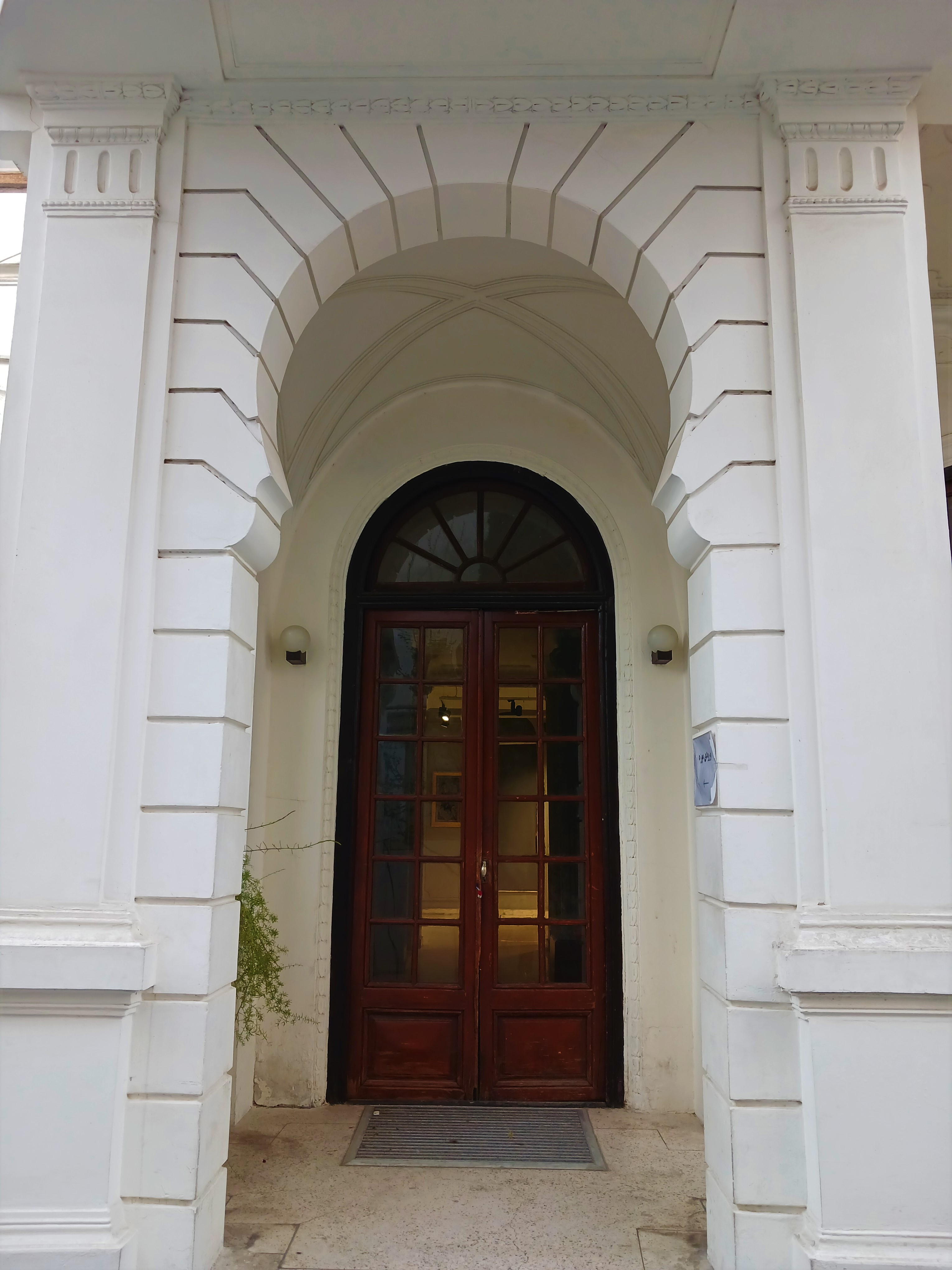